# Kaura (sjö)
Kaura är en sjö i Finland. Den ligger i kommunen Enontekis i landskapet Lappland, i den norra delen av landet, 900 km norr om huvudstaden Helsingfors. Kaura ligger 425,2 meter över havet. Arean är 81,5 hektar och strandlinjen är 6,2 kilometer lång. Sjön  ingår i Torne älvs huvudavrinningsområde.   Omgivningarna runt Kaura är i huvudsak ett öppet busklandskap.